# Clodomiro Lorca
Clodomiro Lorca war ein chilenischer Fußballspieler auf der Position eines Abwehrspielers.

## Karriere
Clodomiro Lorca spielte 1933 für CSD Colo-Colo und gewann im Juli 1933 die Copa César Seoane 1933. In der ersten Primera-División-Saison bestritt er alle acht Saisonspiele. Nach den sieben regulären Spielen waren CD Magallanes und Colo-Colo punktgleich, so dass es zum Entscheidungsspiel um die Meisterschaft kam. In der 71. Spielminute unterlief Lorca ein Eigentor zum 1:2, das die Meisterschaft zugunsten von Magallanes entschied. Dies war zugleich sein letztes Spiel für den Verein. Weitere Karrierestationen sind nicht bekannt.

## Erfolge
Colo-Colo
- Copa César Seoane: 1933